# Aphanotriccus audax
El mosquero piquinegro o atrapamoscas piconegro (Aphanotriccus audax), también denominado atrapamoscas piquinegro (en Colombia) o mosquero de pico negro, es una especie de ave paseriforme de la familia Tyrannidae, una de las dos pertenecientes al género Aphanotriccus. Es nativo del extremo oriental de América Central y noroeste de América del Sur.

## Distribución y hábitat
Se distribuye desde el este de Panamá (provincia de Panamá y Darién) hacia el sur localmente hasta el noroeste y  norte de Colombia (norte de Chocó y medio valle del Magdalena hacia el norte hasta la pendiente sureña de la Sierra Nevada de Santa Marta.
Esta especie es considerada poco común en sus hábitats naturales: el sotobosque de bosques húmedos, cerca de arroyos y zonas pantanosas, en tierras bajas y colinas, entre los 100 y 600 m de altitud.

## Estado de conservación
El mosquero piquinegro ha sido calificado como casi amenazado por la Unión Internacional para la Conservación de la Naturaleza (IUCN) debido a la sospecha de que su población, todavía no cuantificada, se encuentre en decadencia moderadamente rápida como resultado de la severa deforestación en su área de distribución. Por causa de las serias y continuas amenazas afectando la especie se precisan investigaciones urgentes sobre la su ecología y estado de conservación, lo que puede llevar a ser calificada en peor situación en el futuro.

## Descripción
Mide 13,5 cm de longitud. El plumaje es verde oliva brillante en las partes superiores, con corona grisácea, línea supraloreal y delgado anillo ocular blancos; alas fuscas con dos barras color crema; garganta blancuzca; lados del pecho oliváceos y vientre amarillo.

## Alimentación
Se alimenta de insectos, especialmente de escarabajos y hormigas, que acostumbra cazar en vuelo, tomándolos de la parte inferior de las hojas.

## Sistemática

### Descripción original
La especie A. audax fue descrita por primera vez por el naturalista estadounidense Edward William Nelson en 1912 bajo el nombre científico Praedo audax; la localidad tipo es: «Cana, 600 m, este de Panamá».

### Etimología
El nombre genérico masculino «Aphanotriccus» se compone de las palabras del griego «aphanēs» que significa ‘oculto, obscuro’, y «τρικκος trikkos»: pequeño pájaro no identificado; en ornitología, triccus significa «atrapamoscas tirano»; y el nombre de la especie «audax», en latín significa ‘audaz’, ‘atrevido’, ‘arrojado’.

### Taxonomía
Es monotípica.